# Gingie

Secţiune longitudinală: 1. Dinte 2. Enamel 3. Dentin 4. Dental pulp
5. cameral pulp
6. root pulp
7. Cementum
8. Crown
9. Cusp
10. Sulcus
11. Neck
12. Root
13. Furcation
14. Root apex
15. Apical foramen
16. Sulcus gingivae
17. Periodontium
18. Gingie
19. free or interdental
20. marginal
21. alveolar
22. Periodontal ligament
23. Alveolar bone
24. Vessels and nerves:
25. dental
26. periodontal
27. alveolar through channel

Gingia este stratul de țesut mucos care acoperă osul alveolar.